# Koralagadde, Belur
Koralagadde là một làng thuộc tehsil Belur, huyện Hassan, bang Karnataka, Ấn Độ.